# Chipilly
Chipilly település Franciaországban, Somme megyében. Lakosainak száma 166 fő (2022. január 1.). Chipilly Cerisy, Morcourt, Morlancourt, Sailly-Laurette és Étinehem-Méricourt községekkel határos.

## Népesség
A település népességének változása:
| Lakosok száma | 182  | 177  | 171  | 169  | 167  | 166  | 167  | 166  |
|               | 2013 | 2015 | 2017 | 2018 | 2019 | 2020 | 2021 | 2022 |